# Francisco I. Madero, Zacatecas
Francisco I. Madero är en ort i Mexiko.   Den ligger i kommunen Villa García och delstaten Zacatecas, i den centrala delen av landet, 400 km nordväst om huvudstaden Mexico City. Francisco I. Madero ligger 2 408 meter över havet och antalet invånare är 191.
Terrängen runt Francisco I. Madero är kuperad åt sydväst, men åt nordost är den platt. Francisco I. Madero ligger uppe på en höjd. Runt Francisco I. Madero är det ganska glesbefolkat, med 21 invånare per kvadratkilometer. Närmaste större samhälle är Villa García, 14,0 km väster om Francisco I. Madero. Omgivningarna runt Francisco I. Madero är i huvudsak ett öppet busklandskap.